# 小行星1410
小行星1410（1410 Margret）是一颗围绕太阳公转的小行星。1937年1月8日，卡爾·威廉·萊茵姆特在海德堡发现了此天体。
該小行星以德國天文學家海因里希·沃格特的妻子瑪格麗特·布勞恩（Margret Braun）命名。
这颗小行星的绝对星等为231.8182314309349等。